# DJ Khalil
Pour les articles homonymes, voir Khalil.
DJ Khalil, de son vrai nom Khalil Abdul-Rahman, est un producteur, musicien, compositeur et rappeur américain, résidant à Los Angeles. Il forme également le duo Self Scientific avec le rappeur Chace Infinite. Il est le plus jeune fils de l'ancien basketteur et entraîneur Walt Hazzard, qui adoptera le nom musulman de Mahdi Abdul-Rahman. Durant sa carrière, DJ Khalil produit par un grand nombre d'artistes de genres hip-hop, RnB et pop comme 50 Cent, Pink, The Game, ASAP Rocky, Drake, Eminem, G-Unit, Wale, et Usher.

## Biographie
DJ Khalil est né Khalil Abdul-Rahman à Seattle, Washington D.C., et a grandi à Los Angeles, en Californie. Son père, Walt Hazzard, qui change par la suite  pour Mahdi Abdul-Rahman, était un joueur de basketball professionnel de la National Basketball Association. À 13 ans, lors d'une fête organisée par ses parents, il fait la rencontre de Dr. Dre, pour qui il travaillera comme producteur. Khalil joue du basketball à la North Hollywood High School et au Morehouse College. Khalil lance sa carrière musicale de disc jockey (DJ), et est diplômé dans la production musicale. Il se lance dans la création musicale avec un échantillonneur Ensoniq ASR-10, et plus tard sur le logiciel Reason.
Ses productions les plus connues incluent Kush de Dr. Dre, Fear de Drake, Can't Stop Me Now de Pitbull, Kinda Like a Big Deal de Clipse, I'll Still Kill de 50 Cent, The One de Slaughterhouse, I Don't Need No Bitch de Snoop Dogg, Imma Do It et Never Let It Go de Fabolous, The Code de Bishop Lamont, Turn It Up  de Roc C et Illa J, et Propaganda de Pyro. D'autres de ses productions connues incluent China, Running Thru, Live 4 Tomorrow, Red et Organ Man,  ce dernier produit avec Chin Injeti pour le jeu vidéo Fight Night Champion publié par EA Sports.
Drake et Khalil collaborent pour une chanson intitulée Fear apparue sur son album So Far Gone. En novembre 2014, il participe à un concert au Kremlin-Bicêtre, en France. Le 2 mars 2015, Khalil décrit ses productions pour Eminem lors d'un entretien avec HardKnock TV.